# 고야구치정
고야구치정(高野口町)은 와카야마현 이토군에 설치되었던 정이다. 현재의 하시모토시에 해당한다.